# Ofogoulas

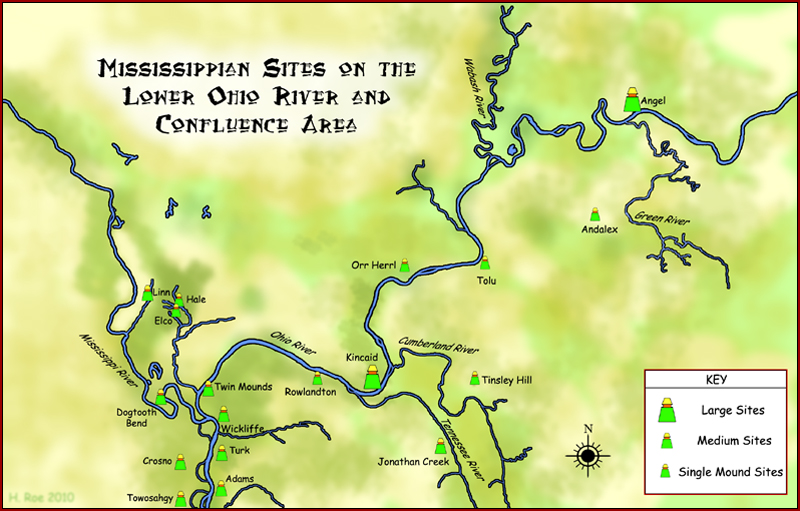
Le territoire historique des Ofogoulas le long de la rivière Ohio jusqu'au XVIIe siècle.

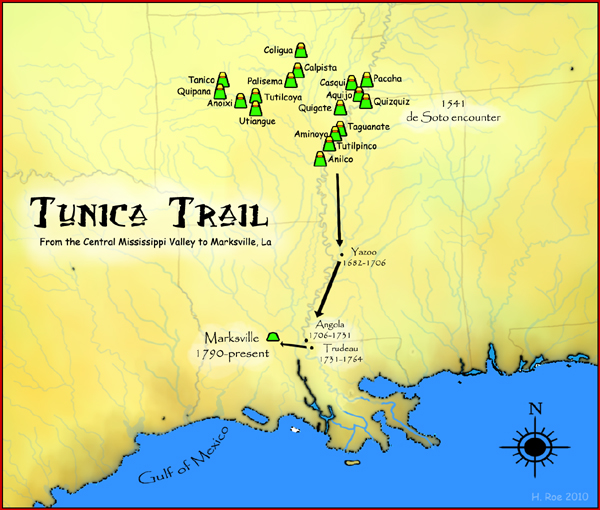
La pérégrinations des Tunicas et des Ofogoulas vers le Sud de la Louisiane.

Les Ofogoulas (ou Ofos) sont une tribu amérindienne originaire de la vallée de l'Ohio et vivant aujourd'hui en Louisiane dans la paroisse d'Avoyelles. Ils sont étroitement liés aux tribus des Tunica-Biloxi, des Sioux,  des Natchez et des Choctaw.

## Histoire
Les Ofogoulas sont originaires de la vallée de l'Ohio. En 1684, le cartographe français, Jean-Baptiste-Louis Franquelin, indiquait huit villages des tribus Ofogoulas le long de la rivière Ohio entre les rivières Muskingum et Scioto. Mais certains de ces villages ont été détruits ou abandonnés, précise Franquelin, après les raids des tribus Sénécas, membre de la Confédération iroquoise. Alliés des Français, lors des guerres franco-iroquoises, ils sont nombreux à fuir les Iroquois. Les explorateurs Jacques Marquette et Louis Jolliet, constataient que les Ofogoulas et leurs voisins Tunicas, migraient le long du fleuve Mississippi en direction du Sud de l'immense territoire de la Louisiane française pour s'établir le long de la rivière Yazoo auprès des Natchez. 
Refusant de participer au côté des Natchez, alliés des Français, dans la guerre de la Conquête contre les Anglais durant la guerre de Sept Ans, les Ofogoulas émigrent de nouveau, plus au Sud, et s'installent parmi les tribus des Tunica-Biloxi vivant dans la paroisse d'Avoyelles notamment à Marksville. À la fin du XVIIIe siècle, la population avait décliné de manière radicale, à cause de la guerre et des épidémies.

## Culture
Les Ofogoulas font partie de la civilisation du Mississippi, culture amérindienne connue comme « bâtisseurs de tumulus » dénommés les Mound Builders.
Les Ofogoulas parlaient la langue Ofo, une langue siouane, proche du biloxi. Cette langue n'est plus parlée depuis la fin du XIXe siècle. 